# جام حذفی فوتبال ایران ۷۹–۱۳۷۸
جام حذفی فوتبال ایران ۷۹–۱۳۷۸ سیزدهمین دوره جام حذفی فوتبال ایران که توسط فدراسیون فوتبال ایران برگزار شد.
تیم استقلال تهران با غلبه بر تیم بهمن کرج در فینال برای سومین بار قهرمان مسابقات شد و به مسابقات جام برندگان جام آسیا ۰۱-۲۰۰۰ راه یافت.

## تاریخچه
سیزدهمین فینال جام حذفی با حضور استقلال تهران، یک سال پس از ناکامی این تیم در فینال سال ۱۳۷۸ برگزار شد و آبی‌ها این بار با برد مقابل بهمن کرج، توانستند جام حذفی را به خانه ببرند. در این دیدار که ۲۷ خرداد ۱۳۷۹ با حضور ۷۰ هزار تماشاگر استقلالی در استادیوم آزادی برگزار می‌شد، شاگردان منصور پورحیدری توانستند با گل‌های محمد نوازی (۲ بار) و علی لطیفی در مقابل تک گل رضا جباری، بهمن را شکست دهند و برای سومین بار قهرمان جام حذفی شوند. بهمن کرج پیش زمان برگزاری این بازی امتیازش را به پیکان تهران فروخته بود و بعد از این دیدار منحل شد و از صحنه فوتبال ایران کنار رفت. استقلال تهران برای سومین بار قهرمان این دوره از رقابت‌ها شد و به مسابقات جام برندگان جام آسیا ۰۱-۲۰۰۰ راه پیدا کرد.

## نتایج
مرحله یک شانزدهم نهایی
| تاریخ       | میزبان                                                            | نتیجه | میهمان   | توضیحات       |
| ۱۷ آذر ۱۳۷۸ | مس کرمان                                                          | ۳–۰   | استقلال  |               |
| ۲۴ آذر ۱۳۷۸ | استقلال علیرضا اکبرپور افشین حاجی پور محمد نوازی علی لطیفی (۲ گل) | ۰–۵   | مس کرمان |               |
|             | استقلال                                                           | ۰–۸   | مس کرمان | مجموع دو بازی |

یک‌هشتم نهایی
| تاریخ           | میزبان                               | نتیجه | میهمان              | توضیحات                  |
| ۱ اردیبهشت ۱۳۷۹ | استقلال بهزاد داداش زاده ستار همدانی | ۱–۲   | کشاورز تهران پاشایی | برد استقلال در وقت اضافه |

## یک چهارم نهایی
| تاریخ            | میزبان                                                                                     | نتیجه     | میهمان                       | توضیحات       |
| ۱ اردیبهشت ۱۳۷۹  | سایپا محسن رسولی ۱۱۹                                                                       | ۰–۱       | پاس تهران                    |               |
| ۲۷ اردیبهشت ۱۳۷۹ | بهمن کرج داریوش میکائلی ۵۸ امین راستی ۶۳                                                   | ۱–۲       | الکتریک دماوند بهزاد مفرح ۴۶ |               |
| ۱ اردیبهشت ۱۳۷۹  | سپاهان                                                                                     | ۱–۰       | چوکای تالش صابر تقی‌زاده ۸۹   |               |
| ۲۷ اردیبهشت ۱۳۷۹ | چوکای تالش                                                                                 | ۱–۰       | سپاهان داود دهقانی ۲۱        |               |
|                  | چوکای تالش                                                                                 | 1(4)-(۵)۱ | سپاهان                       |               |
| ۲۷ اردیبهشت ۱۳۷۹ | ایرسوتر نوشهر امیدرضا رمضانی ۱۶                                                            | ۱–۱       | استقلال تهران بهمن طهماسبی ۱ |               |
| ۶ خرداد ۱۳۷۹     | استقلال علیرضا واحدی نیکبخت ۱۹ داریوش یزدانی ۲۳، ۴۹، ۸۵، ۹۱ بهزاد نشاط علی (گل به خودی) ۲۹ | ۰–۶       | ایرسوتر نوشهر                |               |
|                  | استقلال                                                                                    | ۱–۷       | ایرسوتر نوشهر                | مجموع دو بازی |

## نیمه نهایی
| تاریخ         | میزبان                               | نتیجه | میهمان                                      | توضیحات               |
| ۱۱ خرداد ۱۳۷۹ | سایپا مجتبی تقوی ۵۰                  | ۲–۱   | استقلال داریوش یزدانی ۳۶، ۷۸                | ورزشگاه آزادی (تهران) |
| ۶ خرداد ۱۳۷۹  | سپاهان مجتبی نوری ۵۲ عبدالله ویسی ۹۴ | ۲–۲   | بهمن کرج عادل هردانی ۳۰ امیر هوشنگ شریفی ۸۶ |                       |
| ۱۱ خرداد ۱۳۷۹ | بهمن کرج فرزاد مجیدی ۲۷، ۹۲          | ۱–۲   | سپاهان عبدالله ویسی ۶۵                      |                       |
|               | بهمن کرج                             | ۳–۴   | سپاهان                                      | مجموع دو بازی         |

## فینال
| تاریخ         | میزبان                                       | نتیجه | میهمان                | توضیحات               |
| ۲۷ خرداد ۱۳۷۹ | استقلال تهران محمد نوازی ۴۵، ۵۷ علی لطیفی ۸۲ | ۱–۳   | بهمن کرج رضا جباری ۹۰ | ورزشگاه آزادی (تهران) |

بازیکنان استقلال: هادی طباطبایی، جواد زرینچه، محمدرضا مهدوی، سهراب بختیاری‌زاده، ستار همدانی، محمد نوازی، علیرضا واحدی‌نیکبخت، علیرضا اکبرپور، احمد مؤمن‌زاده، داریوش یزدانی، بهزاد داداش‌زاده، محمود فکری، علی لطیفی
سرمربی استقلال: منصور پورحیدری
بازیکنان بهمن کرج: مهدی واعظی، یوسف بخشی‌زاده، سلمان تاجدار، محمدرضا طهماسبی، رضا جباری، فرزاد مجیدی، یدالله سلیمانی، علی نوری
سرمربی بهمن کرج: فرهاد کاظمی

## قهرمان
| قهرمان جام حذفی ایران ۷۹–۷۸ |
| --------------------------- |
| استقلال تهران               |
| سومین قهرمانی               |